# AAA-Saison 1953
Die AAA-Saison 1953 war die 32. Meisterschaftssaison im US-amerikanischen Formelsport. Sie begann am 30. Mai mit dem Indianapolis 500 und endete am 11. November in Phoenix. Sam Hanks sicherte sich den Titel.

## Rennergebnisse
| Nr. | Datum         | Veranstaltung (Rennstrecke)                                          | Meilen | Sieger            | Siegerteam               |
| --- | ------------- | -------------------------------------------------------------------- | ------ | ----------------- | ------------------------ |
| 01  | 30. Mai       | International 500 Mile Sweepstakes (Indianapolis Motor Speedway) (O) | 500    | Bill Vukovich     | Kurtis Kraft-Offenhauser |
| 02  | 07. Juni      | Rex Mays Classic (The Milwaukee Mile) (UO)                           | 100    | Jack McGrath      | Kurtis Kraft-Offenhauser |
| 03  | 21. Juni      | Springfield 100 (Illinois State Fairgrounds) (UO)                    | 100    | Rodger Ward       | Kurtis Kraft-Offenhauser |
| 04  | 04. Juli      | Detroit 100 (Michigan State Fairgrounds) (UO)                        | 51     | Rodger Ward       | Kurtis Kraft-Offenhauser |
| 05  | 22. August    | Springfield 100 (Illinois State Fairgrounds) (UO)                    | 100    | Sam Hanks         | Kurtis Kraft-Offenhauser |
| 06  | 30. August    | Milwaukee 200 (The Milwaukee Mile) (UO)                              | 200    | Chuck Stevenson   | Kuzma-Offenhauser        |
| 07  | 07. September | Ted Horn Memorial (DuQuoin State Fairgrounds) (UO)                   | 100    | Sam Hanks         | Kurtis Kraft-Offenhauser |
| 08  | 07. September | Pikes Peak Auto Hill Climb (BR)                                      | 12,42  | Louis Unser       | Kurtis Kraft-Offenhauser |
| 09  | 12. September | Syracuse 100 (New York State Fairgrounds) (UO)                       | 100    | Tony Bettenhausen | Kurtis Kraft-Offenhauser |
| 10  | 26. September | Hoosier Hundred (Indiana State Fairgrounds) (UO)                     | 100    | Bob Sweikert      | Kuzma-Offenhauser        |
| 11  | 25. Oktober   | Golden State 100 (California State Fairgrounds) (UO)                 | 100    | Jimmy Bryan       | Kurtis Kraft-Offenhauser |
| 12  | 11. November  | Phoenix 100 (Arizona State Fairgrounds) (UO)                         | 100    | Tony Bettenhausen | Kurtis Kraft-Offenhauser |

- Erklärung: O: Oval, UO: unbefestigtes Oval, BR: Bergrennen

## Fahrer-Meisterschaft (Top 10)
| 1. | Sam Hanks     | 1659,5 |
| 2. | Jack McGrath  | 1250   |
| 3. | Bill Vukovich | 1000   |
| 4. | Manuel Ayulo  | 960    |
| 5. | Paul Russo    | 855    |

| 6.  | Art Cross         | 800   |
| 7.  | Don Freeland      | 750   |
| 8.  | Chuck Stevenson   | 745   |
| 9.  | Jimmy Bryan       | 621,4 |
| 10. | Tony Bettenhausen | 596   |